# 吉川元春館
吉川元春館（きっかわもとはるやかた）は、広島県山県郡北広島町志路原字海応寺にあった吉川氏の居館。国の史跡。

## 概要

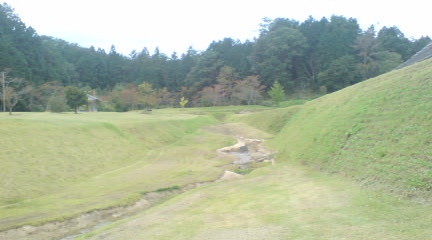
空堀（2007年10月撮影）

居城の日野山城の西南の山麓、志路原川の河岸段丘上に築かれ、その志路原川が堀としての役割を担っている。南側正面には高さ約3mの巨大な石垣が約80mに渡って続き、後方は山、両側には土塁を築き、その上に塀を巡らせた。多くの建物や廊下の他に庭園もあり、造園後に一度改装されたことが発掘調査の結果より判明している。同様の庭園は近隣の今田氏館にも現存している。
正面の石垣は高さ3mにおよび、特徴のある積み方をしている。柱のように巨大な岩石をまず一定間隔で立て、その間を埋めるように大小の石を充填する手法を用いて築いている。同様の石垣の建築手法は現在も宮島の厳島神社参道の海側の石垣でも見られ、吉川元春館を築いた石工集団が、この石垣の建設にも関与したことをうかがわせる。

## 歴史
中国地方の雄、毛利元就の次男で吉川氏の当主であった吉川元春が天正10年（1582年）の備中高松城の戦いの後、嫡子の吉川元長に家督を譲り隠居した際に、自身の隠居館として天正11年（1583年）に建設を開始した。この地は吉川氏一族である石経有の所領であったが、それを譲り受けての建設であった（元春の隠居時期については、天正11年9月以降のことで隠居直後から吉川元春館の建設が始まったとする木村信幸の論考がある）。館そのものの細部は未完ではあったが元春は天正12年（1584年）6月以前にこの館に入り隠居生活を開始する。しかし天正14年（1586年）に建設半ばで元春が九州で死去。翌年の天正15年（1587年）にもこの館の新たな主である嫡子の吉川元長も病死。元長の弟吉川広家の頃に完成を見た。広家が天正19年（1591年）に月山富田城に移ると、徐々に居館としての機能を失い廃墟と化していったと思われる。慶長5年（1600年）の関ヶ原の戦いの後の検地帳でも城館跡として記載されている。
その後およそ400年、田畑や森に埋もれた吉川元春館であったが、石垣などの遺存状態も良好で、昭和61年（1986年）8月28日には駿河丸城跡や小倉山城跡とともに「吉川氏城館跡」の一部として国の史跡に指定され、平成6年（1994年）から平成10年（1998年）にかけて周辺地域の学術的な発掘調査が実施された。この調査は多くの成果をあげ、「吉川氏城館跡」の範囲のさらなる広がりが確認されたため、調査中の平成9年（1997年）9月2日付けで史跡の追加指定が行われ、指定範囲が拡大した。
なお平成14年（2002年）には「吉川元春館跡庭園」が国の名勝に指定されている。
以後遺跡の保存と活用がはかられ、平成18年（2006年）までに石垣の修復や柱穴から台所の建物の復元、庭園の修復・復元が行われており、平成19年（2007年）には吉川元春館跡に隣接して「戦国の庭 歴史館」が開館している。

## 検出遺構と出土遺物
1994年から、広島県教育委員会による発掘調査が行われ、多くの発見があった。石垣は調査以前より存在が判明していたが、土塁、掘立柱建物を中心とする屋敷跡、庭園跡を確認している。

### 庭園跡
庭園は、一乗谷朝倉氏遺跡の庭園とならび、戦国期のものとしては遺存状況がすこぶる良好で、つくりも秀逸な庭園である。垂直に立てた石組の護岸と扁平な敷石の池底をともない、たいへん人工的な池庭である。館跡の北縁に池の護岸が立地し、池の北には築山、その東に滝組の配置となっており、築山頂部には立石をすえた形跡がのこる。国の名勝に指定され、整備が進んでいる。

### トイレ遺構

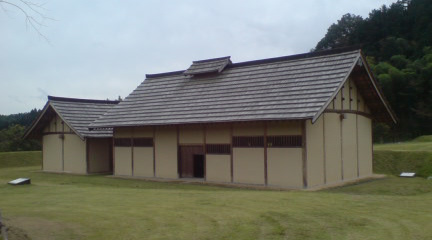
復元台所（2007年10月撮影）

特筆すべき遺構としてトイレ遺構が挙げられる。この遺構は北側にある門を入って屋敷の正面奥に位置し、径3×1.2m、深さ0.7mの長楕円形の土坑に木製桶が2基南北に並べて埋設され、この桶を便槽とする桶形汲取式（おけがたくみとりしき）のトイレである。南側埋桶からは籌木、折敷、筒状竹製品、猿形、人形形代、聞香札、楔、土師質土器、北側埋桶からは部材片、楔、土師質土器が出土している。なお、籌木には竹製のものが2点混じり、また短いもの、折れたものが出土していることから、使用し汚れた先端を折り、再び使用した例ではないかとも考えられている。
南側埋桶からは1cm3あたり6,000個の寄生虫卵が検出され、ベニバナやイネ科の花粉、ヒエ穎・イネ穎・ナス・ウリ類・ウメ・キイチゴ属の種実、北側埋桶では寄生虫卵は痛み分解していたため検出密度は低かったが、イネ科・ソバ属の花粉、イネ穎・ヒエ穎・ナス・ウリ類・キイチゴ属の種実が検出された。なお、遺跡を区画する大溝からは金隠しと「蝿打たんが為これを造る者也」と墨書された幅2.5cm、長さ43.5cmの木の札が出土している。

### 呪いの井戸
調査の結果、館内の井戸跡の1つが呪いの言葉とともに石や粘土で丁寧に封印されていることがわかった。何らかの不幸が館内であり、その原因となったこの井戸を埋めて、鎮めたのではないかと考えられる。当時の人びとにとって、井戸は集団生活の命綱のような存在であり、同時に疫病などの発生源として恐ろしい存在でもあったことから、地下水の湧出に際しても、井戸の廃絶に際しても念入りな祭祀が執り行われたものであろう。

### 元春夫人宛の荷札
遺構外からは「こほりさたう」と墨書され氷砂糖の容器と考えられる円形の木の蓋板、「かかいさまへ（おかあ様へ）」と書かれていることから元春の妻に宛てられたであろうと考えられる木製の荷札などが出土している。

### その他の遺構・遺物
その他の検出遺構としては、石組みの暗渠や鍛冶炉があり、戦国社会の領主の生活の一端が伺われる。
また、遺物としては、土器や陶磁器類のほか多数の生活用の木製品が出土した。上記で紹介したもののほかには、朱塗の漆器杯や柄杓の曲物部分などがある。

## 周辺遺跡
館跡の背後には海応寺があり、境内には吉川元春・元長・夭折した末子のものとされる墓所がある。志路原川を越えた山中に吉川元長の建立となる万徳院跡、また、元春夫人が館の完成まで過ごしたと言われる松本屋敷跡などがある。城郭では、居城となった日野山城や小倉山城などがある。
駿河丸城跡、小倉山城跡。日野山城跡、西禅寺跡、万徳院跡、洞仙寺跡、常仙寺跡、松本屋敷跡は、吉川元春館跡とともに一括して国の史跡となっている。

## アクセス
- 中国自動車道千代田インターチェンジより北へ10km